# Taça de Portugal 1996/97
Die Taça de Portugal 1996/97 war die 57. Austragung des portugiesischen Pokalwettbewerbs. Er wurde vom portugiesischen Fußballverband ausgetragen. Pokalsieger wurde Boavista Porto, das sich im Finale gegen Titelverteidiger Benfica Lissabon durchsetzte. Boavista qualifizierte sich mit dem Sieg für den Europapokal der Pokalsieger 1997/98.
Alle Begegnungen wurden in einem Spiel ausgetragen. Bei unentschiedenem Ausgang wurde zur Ermittlung des Siegers eine Verlängerung gespielt. Stand danach kein Sieger fest, wurde das Spiel wiederholt, eventuell mit Verlängerung und Elfmeterschießen.

## Teilnehmende Teams
| Primeira Divisão (18) | Primeira Divisão (18) | Segunda Divisão de Honra (18) | Segunda Divisão de Honra (18) |
| --- | --- | --- | --- |
| - Belenenses Lissabon - Benfica Lissabon - Boavista Porto - Sporting Braga - GD Chaves - SC Espinho - CF Estrela Amadora - SC Farense - Gil Vicente FC | - Leça FC - Marítimo Funchal - FC Porto - Rio Ave FC - SC Salgueiros - Sporting Lissabon - União Leiria - Vitória Guimarães - Vitória Setúbal | - Académica de Coimbra - Académico de Viseu FC - FC Alverca - SC Beira-Mar - CD Beja - SC Campomaiorense - SC Covilhã - Desportivo Aves - GD Estoril Praia | - CD Feirense - FC Felgueiras - Moreirense FC - FC Paços de Ferreira - FC Penafiel - FC Tirsense - União Lamas - União Madeira - Varzim SC |
| Segunda Divisão B (54) | | | |
| - CD Alcains - AC Alcanenense - CD Arrifanense - Atlético CP - FC Barreirense - Associação Beneditense CD - Benfica e Castelo Branco - Caldas SC - AD Camacha - CSD Câmara de Lobos - Casa Pia AC - Atlético Cucujães - AD Esposende - Juventude Évora | - AD Fafe - FC Famalicão - SL Fanhões - SC Freamunde - Gondomar SC - AD Guarda - Imortal DC - FC Infesta - SC Lamego - Leixões SC - FC Lixa - Louletano DC - AD Lousada - Lusitânia Lourosa | - AD Machico - FC Maia - AC Malveira - FC Marco - CDC Montalegre - CD Montijo - Nacional Funchal - Naval 1º de Maio - Odivelas FC - SC Olhanense - CD Olivais e Moscavide - UD Oliveirense - Clube Oriental de Lisboa | - AD Ovarense - Portimonense SC - AD Sanjoanense - CD Santa Clara - GD Sourense - CD Tondela - SC União Torreense - CD Torres Novas - União de Coimbra - União de Montemor - SC Vianense - SC Vila Real - FC Vizela |
| Terceira Divisão (118) | | | |
| - RD Águeda - AD Águias Graça - GC Alcobaça - GDR Alpalhoense - Amarante FC - FC Amares - Âncora Praia FC - Amora FC - Anadia FC - AA Avanca - GD Benavente - CF Benfica - GDR Bidoeirense - GD Bragança - CRD Cabeça Gorda - Caçadores Taipas - Calipolense CD - Canelas Gaia FC - SC Castêlo da Maia - FC Castrense - SC Celoricense - União Futebol Comércio e Indústria - O Elvas CAD - CF OS Elvenses - CD Estarreja - 1º de Maio Funchal - CD Fátima - AD Fazendense - Fiães SC - AD Fornos de Algodres | - Marítimo Graziosa - SC Horta - SC Ideal - GD Joane - Juventude Lajense - GD Lagoa - CD Operário - SC Esmoriz - CF Esperança Lagos - AD Limianos - ADC Lobão - GS Loures - CD Lousanense - SC Lourinhanense - SC Lusitânia - Lusitano GC Évora - Lusitano VRSA - CA Macedo de Cavaleiros - CD Mafra - GD Mangualde - SC Maria da Fonte - CF Marialvas - AC Marinhense - GD Mealhada - Merelinense FC - Mira Mar SC - CA Mirandense - Murça SC - SL Olivais - FC Oliveira Hospital | - Académico Paço - Padernense Clube - Palmelense FC - USC Paredes - Pedrouços AC - GD Pescadores - SC Penalva Castelo - GD Peniche - Pevidém SC - Sporting Pombal - SC Estela Portalegre - AD Portomosense - CD Portosantense - SC Praiense - CDR Quarteirense - Real SC Queluz - Rebordosa AC - SC Régua - Atlético Riachense - GD Ribeirão - UD Rio Maior - Juventude Ronfe - SG Sacavenense - UDR Sambrasense - SC Dragões Sandinenses - GDRC Os Sandinenses - UD Santana - SC Santacruzense - Santa Maria FC | - ADC Santa Marta Penaguião - UD Santarém - União Santiago do Cacém - SC São João de Ver - AD São Pedro da Cova - SC São Romão - GD São Roque - AD São Vicente - FC Seixal - SC Senhora da Hora - Vitória Sernache - Sertanense FC - GD Sesimbra - Silves FC - Sport União Sintrense - GD Tabuense - GD Tourizense - CD Trofense - União Micaelense - União de Tomar - SC Valenciano - UD Valonguense - Vasco da Gama AC - Estrela Vendas Novas - Vieira SC - CD Vila Franca - UD Vilafranquense - Vilanovense FC - SC Vila Pouca |
| Distrikte (22) | | | |
| - Almada AC - CCR Alqueidão Serra - Atlético Aldenovense - ACR Alvorense - SC Bencatelense - AD Castelo de Vide | - Choupana FC - GD Coruchense - GD Cova-Gala - GDR Fontainhas - CD Gouveia - SC Mirandela | - FC Madalena - CD Marienses - Desportivo de Monção - GDRC Orvalho - GDC Salto | - ADC Sanguedo - GD Serzedelo - AR São Martinho - Souselo FC - GD Velense |

## 1. Runde
Teilnehmer waren die 118 Vereine aus der Terceira Divisão und 22 Vereine der Distriktverbände.
|                         | Ergebnis  |                                    |
| ----------------------- | --------- | ---------------------------------- |
| SC Celoricense          | 1:0       | ADC Sanguedo                       |
| SC Bencatelense         | 1:3       | CDR Quarteirense                   |
| GDRC Os Sandinenses     | 3:0       | SC Régua                           |
| SC Dragões Sandinenses  | 2:1       | SC Castêlo da Maia                 |
| SC Estela Portalegre    | 2:0       | ADC Lobão                          |
| SC Ideal                | 1:1 n. V. | Marítimo Graciosa                  |
| SC Horta                | 1:2       | União Micaelense                   |
| GDC Salto               | 0:1       | Santa Maria FC                     |
| Rebordosa AC            | 1:0       | UD Valonguense                     |
| Mira Mar SC             | 2:1       | GD Velense                         |
| Merelinense FC          | 1:1 n. V. | AR São Martinho                    |
| SC Angrense             | 0:1       | SC Praiense                        |
| CD Operário             | 3:1       | SC Lusitânia                       |
| Padernense Clube        | 1:2       | O Elvas CAD                        |
| RD Águeda               | 6:1       | GDRC Orvalho                       |
| Pedrouços AC            | 5:4       | Canelas Gaia FC                    |
| SC Lourinhanense        | 3:2       | AC Marinhense                      |
| SC Mirandela            | 0:3       | Murça SC                           |
| CCR Alqueidão Serra     | 2:0       | GD Tabuense                        |
| UD Vilafranquense       | 3:1       | União Futebol Comércio e Indústria |
| UD Santarém             | 1:0       | GD Coruchense                      |
| USC Paredes             | 2:4       | Amarante FC                        |
| União Santiago do Cacém | 0:3       | 1º de Maio Funchal                 |
| Vilanovense FC          | 2:1       | GD Joane                           |
| Vasco da Gama AC        | 2:1       | SG Sacavenense                     |
| UD Santana              | 2:0       | GDR Fontainhas                     |
| Sport União Sintrense   | 2:0       | Lusitano VRSA                      |
| SC Senhora da Hora      | 2:1       | GD Bragança                        |
| SC São João de Ver      | 2:0       | GD Mealhada                        |
| SC Santacruzense        | 1:2       | FC Castrense                       |
| SC Valenciano           | 4:0       | SC Maria da Fonte                  |
| SC Vila Pouca           | 0:1       | GDR Alpalhoense                    |
| Silves FC               | 1:0       | Amora FC                           |
| Sertanense FC           | 2:0       | AA Avanca                          |
| GS Loures               | 2:1       | UDR Sambrasense                    |
| GD Sesimbra             | 1:0       | Atlético Aldenovense               |
| Atlético Riachense      | 2:0       | AD Portomosense                    |
| CA Mirandense           | 5:1       | GD Cova-Gala                       |
| Âncora Praia FC         | 3:1       | AD Águias Graça                    |
| Calipolense CD          | 0:0 n. V. | Lusitano GC Évora                  |
| CD Fátima               | 3:0       | GDR Bidoeirense                    |
| CD Mafra                | 0:1       | SL Olivais                         |
| CD Lousanense           | 1:0       | União de Tomar                     |
| Anadia FC               | 2:0       | Sporting Pombal                    |
| Almada AC               | 0:5       | Palmelense FC                      |
| AD São Vicente          | 1:2       | GD Lagoa                           |
| Souselo FC              | 1:1 n. V. | CD Estarreja                       |
| AD Castelo de Vide      | 0:5       | FC Seixal                          |
| AD Fornos de Algodres   | 3:1       | Vitória Sernache                   |
| SC São Romão            | 2:1       | AD Fazendense                      |
| AD Limianos             | 2:0       | CA Macedo de Cavaleiros            |
| CD Portosantense        | 4:1       | Real SC Queluz                     |
| CD Trofense             | 2:1       | Juventude Ronfe                    |
| GD Pescadores           | 2:1       | ACR Alvorense                      |
| GD Peniche              | 03:0 1    | UD Rio Maior                       |
| Pevidém SC              | 1:3       | AD São Pedro da Cova               |
| GD Ribeirão             | 3:0       | ADC Santa Marta Penaguião          |
| GD Serzedelo            | 2:0       | Vieira SC                          |
| GD São Roque            | 2:0       | CD Gouveia                         |
| CF Benfica              | 2:1       | GD Benavente                       |
| FC Oliveira Hospital    | 2:1       | GD Tourizense                      |
| CF Marialvas            | 3:0       | GC Alcobaça                        |
| CF OS Elvenses          | 0:4       | CD Vila Franca                     |
| CRD Cabeça Gorda        | 0:1       | Choupana FC                        |
| Desportivo de Monção    | 0:1       | Fiães SC                           |
| FC Madalena             | 3:1       | CD Marienses                       |
| FC Amares               | 1:2       | Caçadores Taipas                   |
| Estrela Vendas Novas    | 3:1       | CF Esperança Lagos                 |
| SC Esmoriz              | 3:1       | SC Penalva Castelo                 |
| GD Mangualde            | 2:1       | Académico Paço                     |

### Wiederholungsspiele
|                   | Ergebnis |                |
| ----------------- | -------- | -------------- |
| Marítimo Graziosa | 1:0      | SC Ideal       |
| AR São Martinho   | 0:2      | Merelinense FC |
| Lusitano GC Évora | 6:1      | Calipolense CD |
| CD Estarreja      | 1:0      | Souselo FC     |

## 2. Runde
Zu den 70 qualifizierten Teams aus der 1. Runde kamen 54 Vereine aus der drittklassigen Segunda Divisão B hinzu.
|                      | Ergebnis  |                           |
| -------------------- | --------- | ------------------------- |
| Merelinense FC       | 0:0 n. V. | AD Limianos               |
| Marítimo Graziosa    | 1:2       | Atlético CP               |
| Naval 1º de Maio     | 7:0       | CCR Alqueidão Serra       |
| Odivelas FC          | 7:0       | Choupana FC               |
| Pedrouços AC         | 2:1       | Âncora Praia FC           |
| Palmelense FC        | 2:1       | CF Benfica                |
| Lusitano GC Évora    | 2:1       | CD Operário               |
| Leixões SC           | 3:1       | Vilanovense FC            |
| Fiães SC             | 2:1       | Benfica e Castelo Branco  |
| FC Maia              | 3:0       | GD Serzedelo              |
| Gondomar SC          | 2:0       | Amarante FC               |
| União de Montemor    | 1:1 n. V. | FC Barreirense            |
| Juventude Évora      | 1:2       | UD Vilafranquense         |
| Imortal DC           | 0:2       | Nacional Funchal          |
| RD Águeda            | 2:3       | Atlético Cucujães         |
| Rebordosa AC         | 2:1       | FC Lixa                   |
| SC Vila Real         | 2:1       | Lusitânia Lourosa         |
| SC Vianense          | 0:1       | SC Lamego                 |
| Sertanense FC        | 2:0       | UD Santarém               |
| Silves FC            | 1:2       | Portimonense SC           |
| UD Santana           | 0:1       | Louletano DC              |
| SL Fanhões           | 2:0       | FC Oliveira Hospital      |
| SC Valenciano        | 1:1 n. V. | FC Vizela                 |
| SC São João de Ver   | 1:0       | AD Sanjoanense            |
| SC Celoricense       | 1:0       | GDRC Os Sandinenses       |
| Santa Maria FC       | 2:1       | GD Ribeirão               |
| SC Estela Portalegre | 3:0       | SC Esmoriz                |
| SC Lourinhanense     | 6:0       | União de Coimbra          |
| SC Praiense          | 1:4       | FC Seixal                 |
| SC Olhanense         | 6:0       | Mira Mar SC               |
| FC Famalicão         | 1:1 n. V. | FC Marco                  |
| FC Castrense         | 1:0       | CDR Quarteirense          |
| CA Mirandense        | 0:4       | GD São Roque              |
| Anadia FC            | 2:1       | GD Peniche                |
| Atlético Riachense   | 3:0       | SC São Romão              |
| Caldas SC            | 0:1       | CD Fátima                 |
| 1º de Maio Funchal   | 1:0       | FC Madalena               |
| AD São Pedro da Cova | 2:2 n. V. | FC Infesta                |
| AD Ovarense          | 1:0       | AC Alcanenense            |
| AC Malveira          | 3:0       | GD Sourense               |
| AD Guarda            | 5:1       | CF Marialvas              |
| AD Lousada           | 1:5       | SC Dragões Sandinenses    |
| AD Machico           | 1:0       | AD Camacha                |
| CD Arrifanense       | 2:0       | AD Esposende              |
| Caçadores Taipas     | 1:3       | SC Freamunde              |
| CD Estarreja         | 1:0       | UD Oliveirense            |
| CSD Câmara de Lobos  | 2:1       | CD Olivais e Moscavide    |
| Estrela Vendas Novas | 4:2       | Vasco da Gama AC          |
| O Elvas CAD          | 2:0       | GD Pescadores             |
| GDR Alpalhoense      | 1:2       | AD Fafe                   |
| CD Vila Franca       | 1:1 n. V. | GD Sesimbra               |
| União Micaelense     | 0:1       | Clube Oriental de Lisboa  |
| CD Lousanense        | 0:0 n. V. | CD Torres Novas           |
| CD Montijo           | 0:1       | GD Lagoa                  |
| CD Santa Clara       | 4:0       | GS Loures                 |
| CD Portosantense     | 2:0       | SL Olivais                |
| CD Tondela           | 2:3       | CD Alcains                |
| GD Mangualde         | 1:3       | Associação Beneditense CD |
| SC União Torreense   | 3:1       | AD Fornos de Algodres     |
| Casa Pia AC          | 1:0       | Sport União Sintrense     |
| SC Senhora da Hora   | 3:2       | Murça SC                  |
| CD Trofense          | 2:1       | CDC Montalegre            |

### Wiederholungsspiele
|                 | Ergebnis              |                      |
| --------------- | --------------------- | -------------------- |
| AD Limianos     | 2:0                   | Merelinense FC       |
| FC Vizela       | 1:2                   | SC Valenciano        |
| FC Barreirense  | 4:2                   | União de Montemor    |
| FC Marco        | 1:1 n. V. (5:4 i. E.) | FC Famalicão         |
| CD Torres Novas | 3:1                   | CD Lousanense        |
| GD Sesimbra     | 1:0                   | CD Vila Franca       |
| FC Infesta      | 4:0                   | AD São Pedro da Cova |

## 3. Runde
Qualifiziert waren die 62 Teams aus der 2. Runde und die 18 Vereine aus der zweitklassigen Segunda Divisão de Honra. Die Spiele fanden am 9. und 11. November 1996 statt.
|                           | Ergebnis  |                       |
| ------------------------- | --------- | --------------------- |
| AD Ovarense               | 1:3       | Académica de Coimbra  |
| Atlético Riachense        | 1:0       | AC Malveira           |
| Casa Pia AC               | 0:0 n. V. | FC Penafiel           |
| 1º de Maio Funchal        | 0:2       | Sertanense FC         |
| AD Machico                | 2:0       | Gondomar SC           |
| AD Fafe                   | 4:1       | Pedrouços AC          |
| Varzim SC                 | 5:0       | CD Estarreja          |
| Associação Beneditense CD | 1:1 n. V. | União Madeira         |
| Atlético Cucujães         | 0:0 n. V. | Santa Maria FC        |
| Nacional Funchal          | 7:0       | AD Limianos           |
| CD Trofense               | 1:0       | FC Castrense          |
| FC Maia                   | 4:1       | CD Torres Novas       |
| FC Paços de Ferreira      | 1:0       | CD Fátima             |
| FC Tirsense               | 2:1       | Académico de Viseu FC |
| FC Infesta                | 2:1       | CD Arrifanense        |
| FC Barreirense            | 0:0 n. V. | Anadia FC             |
| CSD Câmara de Lobos       | 1:2       | União Lamas           |
| Estrela Vendas Novas      | 2:1       | AD Guarda             |
| FC Alverca                | 5:0       | CD Portosantense      |
| SL Fanhões                | 1:0       | SC São João de Ver    |
| SC Valenciano             | 2:2 n. V. | FC Seixal             |
| Louletano DC              | 1:2       | SC União Torreense    |
| Lusitano GC Évora         | 2:5       | GD Estoril Praia      |
| Moreirense FC             | 2:1       | O Elvas CAD           |
| Leixões SC                | 0:2       | SC Vila Real          |
| GD Sesimbra               | 4:5       | UD Vilafranquense     |
| GD Lagoa                  | 0:0 n. V. | SC Estela Portalegre  |
| GD São Roque              | 1:0       | FC Felgueiras         |
| Odivelas FC               | 1:0       | CD Santa Clara        |
| Clube Oriental de Lisboa  | 1:0       | SC Freamunde          |
| SC Lourinhanense          | 3:0       | Palmelense FC         |
| SC Olhanense              | 1:2       | Desportivo Aves       |
| SC Senhora da Hora        | 2:1       | Naval 1º de Maio      |
| SC Lamego                 | 1:1 n. V. | CD Feirense           |
| SC Dragões Sandinenses    | 2:1       | Fiães SC              |
| Portimonense SC           | 3:1       | CD Alcains            |
| Rebordosa AC              | 0:0 n. V. | FC Marco              |
| SC Covilhã                | 0:0 n. V. | SC Beira-Mar          |
| CD Beja                   | 5:0       | SC Celoricense        |
| Atlético CP               | 2:2 n. V. | SC Campomaiorense     |

### Wiederholungsspiele
|                      | Ergebnis              |                           |
| -------------------- | --------------------- | ------------------------- |
| FC Seixal            | 1:0                   | SC Valenciano             |
| União Madeira        | 3:0                   | Associação Beneditense CD |
| Santa Maria FC       | 1:0                   | Atlético Cucujães         |
| Anadia FC            | 1:2                   | FC Barreirense            |
| CD Feirense          | 0:1                   | SC Lamego                 |
| SC Beira-Mar         | 4:1                   | SC Covilhã                |
| SC Estela Portalegre | 3:0                   | GD Lagoa                  |
| FC Marco             | 0:0 n. V. (4:5 i. E.) | Rebordosa AC              |
| FC Penafiel          | 1:0                   | Casa Pia AC               |
| SC Campomaiorense    | 2:1                   | Atlético CP               |

## 4. Runde
Zu den 40 qualifizierten Teams aus der 3. Runde kamen die 18 Vereine der Primera Divisão hinzu. Die Spiele fanden am 8. Dezember 1996 statt.
|                          | Ergebnis  |                        |
| ------------------------ | --------- | ---------------------- |
| SC Espinho               | 1:0       | SC Lamego              |
| SC Estela Portalegre     | 1:4       | Belenenses Lissabon    |
| Sporting Braga           | 2:1       | SC União Torreense     |
| SC Beira-Mar             | 2:0       | Rebordosa AC           |
| Rio Ave FC               | 1:4 n. V. | Sporting Lissabon      |
| Santa Maria FC           | 0:1       | Vitória Setúbal        |
| SC Farense               | 1:1 n. V. | CF Estrela Amadora     |
| SC Vila Real             | 2:1       | Nacional Funchal       |
| UD Vilafranquense        | 1:4       | SC Dragões Sandinenses |
| Varzim SC                | 2:0       | FC Seixal              |
| União Leiria             | 1:2       | GD Chaves              |
| SL Fanhões               | 4:0       | Sertanense FC          |
| Benfica Lissabon         | 3:2 n. V. | Vitória Guimarães      |
| Portimonense SC          | 2:1       | SC Campomaiorense      |
| Clube Oriental de Lisboa | 2:1       | SC Senhora da Hora     |
| União Madeira            | 1:0       | CD Trofense            |
| Marítimo Funchal         | 1:0       | FC Paços de Ferreira   |
| União Lamas              | 1:1 n. V. | AD Fafe                |
| Desportivo Aves          | 1:1 n. V. | SC Lourinhanense       |
| AD Machico               | 1:5       | FC Maia                |
| Boavista Porto           | 6:0       | Estrela Vendas Novas   |
| FC Barreirense           | 0:3       | FC Infesta             |
| FC Penafiel              | 0:1       | FC Alverca             |
| Moreirense FC            | 1:2       | SC Salgueiros          |
| Odivelas FC              | 0:1       | Leça FC                |
| Gil Vicente FC           | 0:1 n. V. | FC Porto               |
| GD Estoril Praia         | 8:1       | GD São Roque           |
| FC Tirsense              | 3:1       | Atlético Riachense     |
| CD Beja                  | 0:2       | Académica de Coimbra   |

### Wiederholungsspiele
|                    | Ergebnis              |                 |
| ------------------ | --------------------- | --------------- |
| CF Estrela Amadora | 1:0                   | SC Farense      |
| SC Lourinhanense   | 1:2                   | Desportivo Aves |
| AD Fafe            | 1:1 n. V. (3:0 i. E.) | União Lamas     |

## 5. Runde
Qualifiziert waren die 29 Sieger der 4. Runde. Die Spiele fanden am 11. Februar 1997 statt. (SC Beira-Mar – Sporting Lissabon am 8. April 1997).

Freilos: FC Infesta
|                        | Ergebnis  |                          |
| ---------------------- | --------- | ------------------------ |
| Sporting Braga         | 2:0       | FC Tirsense              |
| Portimonense SC        | 3:2       | FC Alverca               |
| SC Dragões Sandinenses | 1:1 n. V. | SC Espinho               |
| SC Salgueiros          | 3:1       | AD Fafe                  |
| Vitória Setúbal        | 3:2       | Leça FC                  |
| Benfica Lissabon       | 2:1       | Marítimo Funchal         |
| FC Porto               | 4:0       | Varzim SC                |
| FC Maia                | 4:0       | SL Fanhões               |
| Boavista Porto         | 4:0       | Clube Oriental de Lisboa |
| Académica de Coimbra   | 1:0       | Belenenses Lissabon      |
| Desportivo Aves        | 4:2       | GD Chaves                |
| CF Estrela Amadora     | 4:0       | SC Vila Real             |
| União Madeira          | 1:2       | GD Estoril Praia         |
| SC Beira-Mar           | 1:2       | Sporting Lissabon        |

### Wiederholungsspiel
|            | Ergebnis |                        |
| ---------- | -------- | ---------------------- |
| SC Espinho | 0:1      | SC Dragões Sandinenses |

## Achtelfinale
Qualifiziert waren die 15 Sieger der 5. Runde. Die Spiele fanden am 9. März 1997 statt. (Académica de Coimbra – Sporting Lissabon am 22. April 1997).

Freilos: FC Maia
|                      | Ergebnis  |                        |
| -------------------- | --------- | ---------------------- |
| Benfica Lissabon     | 3:1 n. V. | Desportivo Aves        |
| Vitória Setúbal      | 1:2 n. V. | Sporting Braga         |
| SC Salgueiros        | 2:3       | FC Porto               |
| Portimonense SC      | 2:3       | GD Estoril Praia       |
| Boavista Porto       | 2:0       | FC Infesta             |
| CF Estrela Amadora   | 1:2       | SC Dragões Sandinenses |
| Académica de Coimbra | 0:1       | Sporting Lissabon      |

## Viertelfinale
Qualifiziert waren die 8 Sieger des Achtelfinals. Die Spiele fanden am 2. April 1997 statt. (FC Maia – Sporting Lissabon am 22. April 1997).
|                  | Ergebnis |                        |
| ---------------- | -------- | ---------------------- |
| Benfica Lissabon | 5:1      | SC Dragões Sandinenses |
| Sporting Braga   | 0:2      | FC Porto               |
| GD Estoril Praia | 0:1      | Boavista Porto         |
| FC Maia          | 0:3      | Sporting Lissabon      |

## Halbfinale
Die Spiele fanden am 30. April und 21. Mai 1997 statt.
|                  | Ergebnis  |                |
| ---------------- | --------- | -------------- |
| Benfica Lissabon | 2:0       | FC Porto       |
| Boavista Porto   | 3:2 n. V. | Sporting Braga |

## Finale
| Paarung          | Boavista Porto – Benfica Lissabon |
| Ergebnis         | 3:2 (2:1) |
| Datum            | 10. Juni 1997 um 17:00 Uhr |
| Stadion          | Estádio Nacional, Oeiras |
| Schiedsrichter   | Paulo Paraty |
| Tore             | 1:0 Erwin Sánchez (8.) 2:0 Nuno Gomes (28.) 2:1 José António Calado (35.) 3:1 Erwin Sánchez (59., Foulelfmeter) 3:2 Abdelkrim El Hadrioui (61.)                                                                                       |
| Boavista Porto   | Ricardo – Paulo Sousa , Litos, Isaías, Mário Silva – José Tavares, Rui Bento, Hélder Baptista – Erwin Sánchez (78. Jimmy Floyd Hasselbaink), Saša Simić (63. Jorge Couto), Nuno Gomes (85. Tulipa) Cheftrainer: Mário Reis            |
| Benfica Lissabon | Michel Preud’homme – Marinho (46. Tiago Pereira), Tahar El Khalej (46. Ronaldo Guiaro), Jorge Soares, Abdelkrim El Hadrioui – José António Calado, Amaral, Edgar Pacheco, Valdo – João Pinto , Valdir Bigode Cheftrainer: Manuel José |
| Gelbe Karten     | Saša Simić, Mário Silva, Jimmy Floyd Hasselbaink, Rui Bento, Hélder Baptista – Amaral, Ronaldo Guiaro |